# Bayon (Meurthe-et-Moselle)
Bayon ist eine französische Gemeinde mit 1.556 Einwohnern (Stand: 1. Januar 2022) im Département Meurthe-et-Moselle in der Region Grand Est (vor 2016 Lothringen). Sie gehört zum Arrondissement Lunéville und zum Kanton Lunéville-2. Die Einwohner werden Bayonnais genannt.

## Geografie

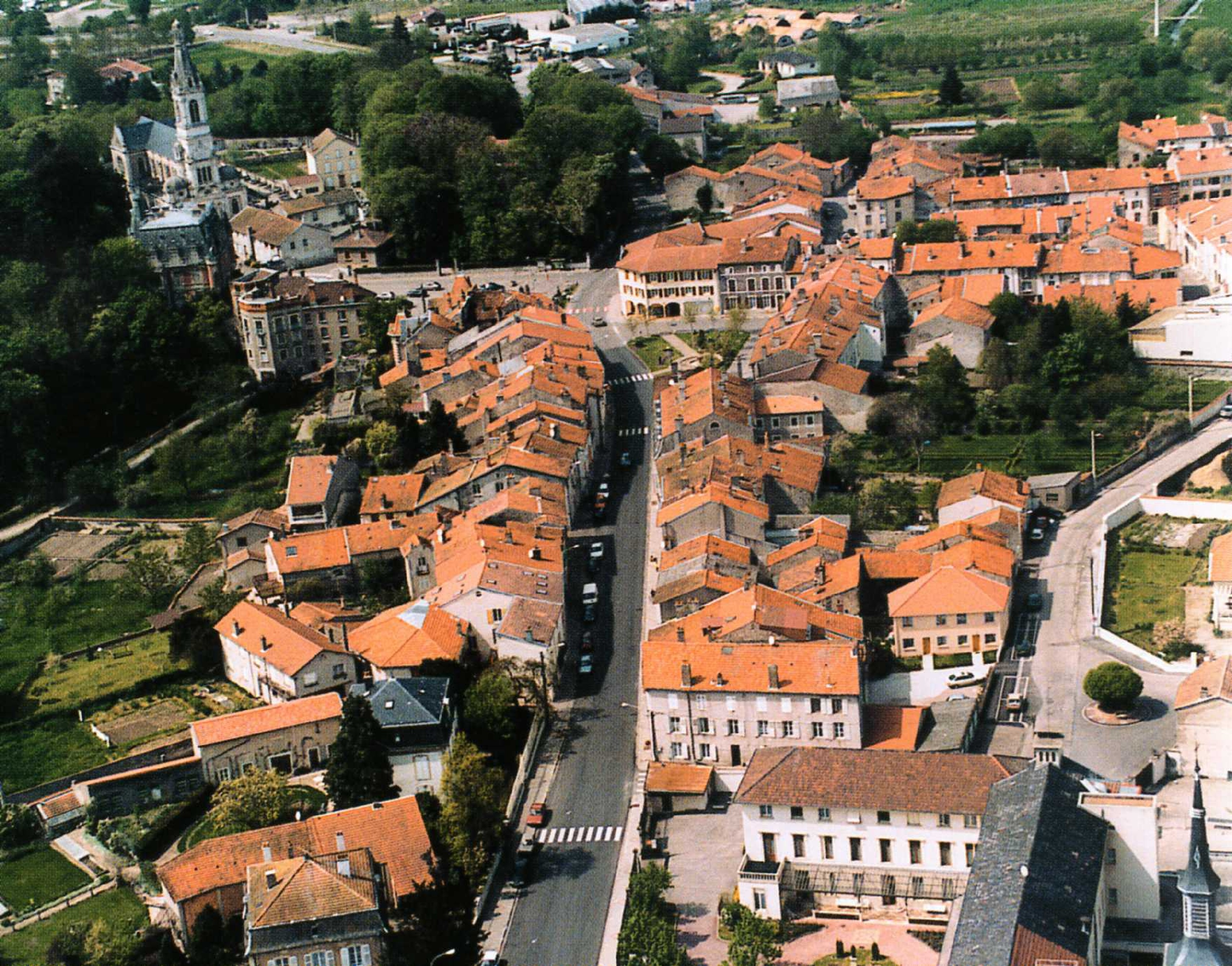
Blick auf Bayon

Bayon liegt etwa 25 Kilometer südsüdöstlich von Nancy und etwa 18 Kilometer südwestlich von Lunéville an der Mosel und am Euron. Umgeben wird Bayon von den Nachbargemeinden Lorey im Norden, Haigneville im Osten, Froville im Südosten, Virecourt im Süden sowie Roville-devant-Bayon im Südwesten und Westen.

## Bevölkerungsentwicklung
| 1962                       | 1968 | 1975 | 1982 | 1990 | 1999 | 2006 | 2019 |
| -------------------------- | ---- | ---- | ---- | ---- | ---- | ---- | ---- |
| 1343                       | 1421 | 1515 | 1530 | 1464 | 1404 | 1408 | 1557 |
| Quellen: Cassini und INSEE |      |      |      |      |      |      |      |

## Verkehr
Bayon liegt an der Bahnstrecke Blainville-Damelevières–Lure und wird im Regionalverkehr mit TER-Zügen bedient. Die frühere  	Bahnstrecke Bayon–Neuves-Maisons nach Neuves-Maisons ist stillgelegt und abgebaut.

## Sehenswürdigkeiten
- Kirche Saint-Martin, Monument historique
- Kapelle
- Schlossanlage der Neorenaissance aus dem 19. Jahrhundert (früheres Residenzschloss aus dem 13. und 17. Jahrhundert)

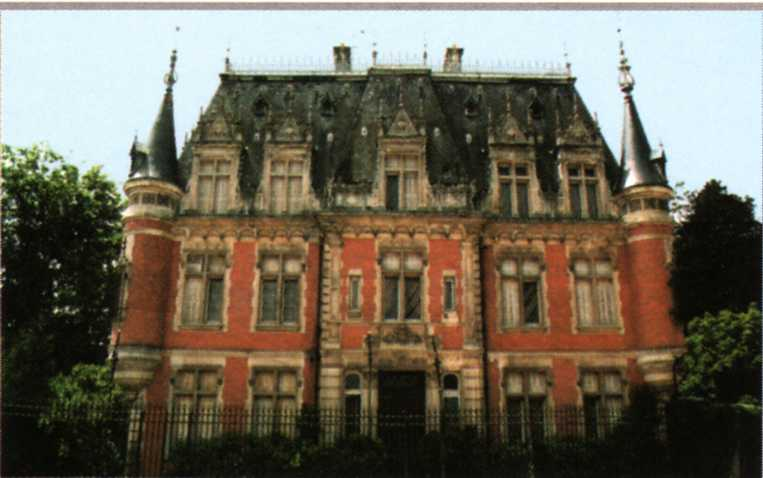
Schloss

- Soldatenfriedhof

## Gemeindepartnerschaft
Mit der deutschen Gemeinde Straelen in Nordrhein-Westfalen besteht seit 1963 eine Partnerschaft.

## Persönlichkeiten
- Jean Masson (1907–1964), Politiker, Minister für Veteranenangelegenheiten (1954/55)